# Editta
Editta  è un nome proprio di persona italiano femminile.

## Varianti
- Ipocoristici: Ditta

### Varianti in altre lingue
- Anglosassone: Eadgyð[1]
- Ceco: Edita[1]
- Croato: Edita[1]
- Danese: Edith[1]
  - Ipocoristici: Ditte[1]
- Francese: Édith[1]
- Hawaiiano: Ekika
- Inglese: Edith[1], Edythe[1], Edytha[1]
  - Ipocoristici: Edie[1]
- Islandese: Edith
- Lituano: Edita[1]
- Olandese: Edith[1]
- Polacco: Edyta[1]
- Portoghese: Edite[1]
- Serbo: Едита (Edita)
- Slovacco: Edita[1]
- Sloveno: Edita[1]
- Svedese: Edith[1]
- Tedesco: Edith[1]
- Ungherese: Edit[1]

## Origine e diffusione
L'etimologia del nome deriva dall'inglese antico Eadgyð, composto da ead, "ricchezza", "prosperità" o "felicità" e guð, "guerra". Il primo elemento che compone il nome si riscontra anche in altri nomi di origine simile, quali Edgardo, Edric, Edmondo, Edvino ed Edoardo.
Il nome era molto popolare fra l'aristocrazia anglosassone, e rimase comune anche dopo la conquista normanna. Rarificatosi dopo il XV secolo, tornò in voga nel XIX secolo. In Francia e in Belgio si registrò un aumento del suo uso in seguito al 1915, dopo l'uccisione di Edith Cavell da parte dei tedeschi.

## Onomastico
L'onomastico può essere festeggiato il 16 settembre in ricordo di santa Editta di Wilton, monaca. Si può festeggiare anche in memoria di santa Teresa Benedetta della Croce, più nota con il suo nome da laica Edith Stein, il 9 agosto. La Chiesa anglicana ricorda inoltre, il 12 ottobre, Edith Cavell infermiera e martire.

## Persone

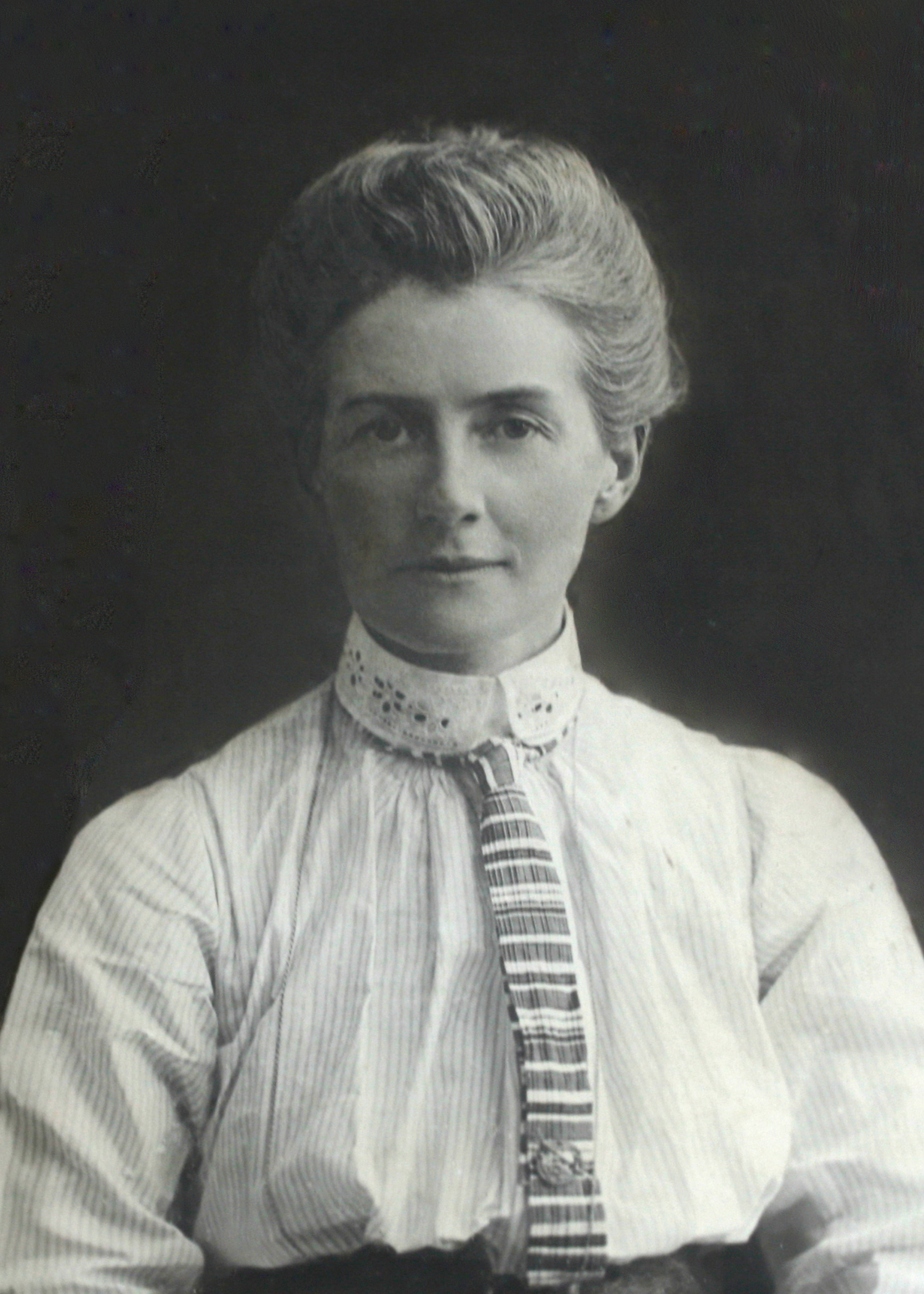
Edith Cavell

- Editta di Wilton, religiosa e santa britannica

### Variante Edith

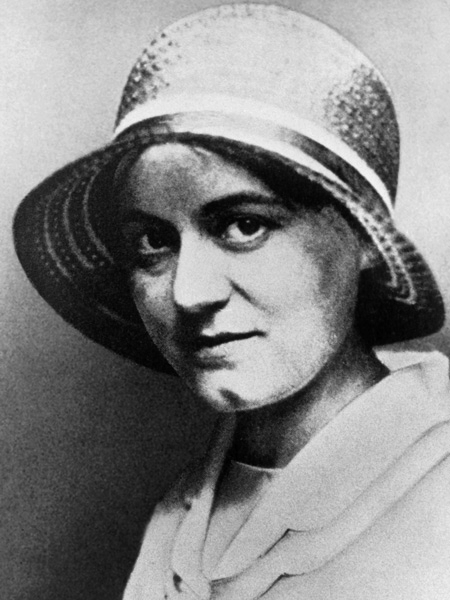
Edith Stein

- Edith di Mercia, regina d'Inghilterra
- Edith del Wessex, nobile sassone, regina d'Inghilterra
- Edith Bratt, moglie di J. R. R. Tolkien
- Edith Bruck, scrittrice e poetessa ungherese naturalizzata italiana
- Edith Cavell, infermiera britannica
- Edith Evans, attrice britannica
- Edith Evanson, attrice statunitense
- Edith Green, politica e insegnante statunitense
- Edith Head, costumista statunitense
- Edith Maryon, scultrice ed esoterista inglese
- Edith Roberts, attrice statunitense
- Edith Roosevelt, first lady statunitense
- Edith Sitwell, poetessa e saggista inglese
- Edith Södergran, poetessa finlandese
- Edith Stein, religiosa, filosofa e santa tedesca
- Edith Storey, attrice statunitense
- Edith Wharton, scrittrice statunitense
- Edith Wilson, first lady statunitense

### Variante Édith

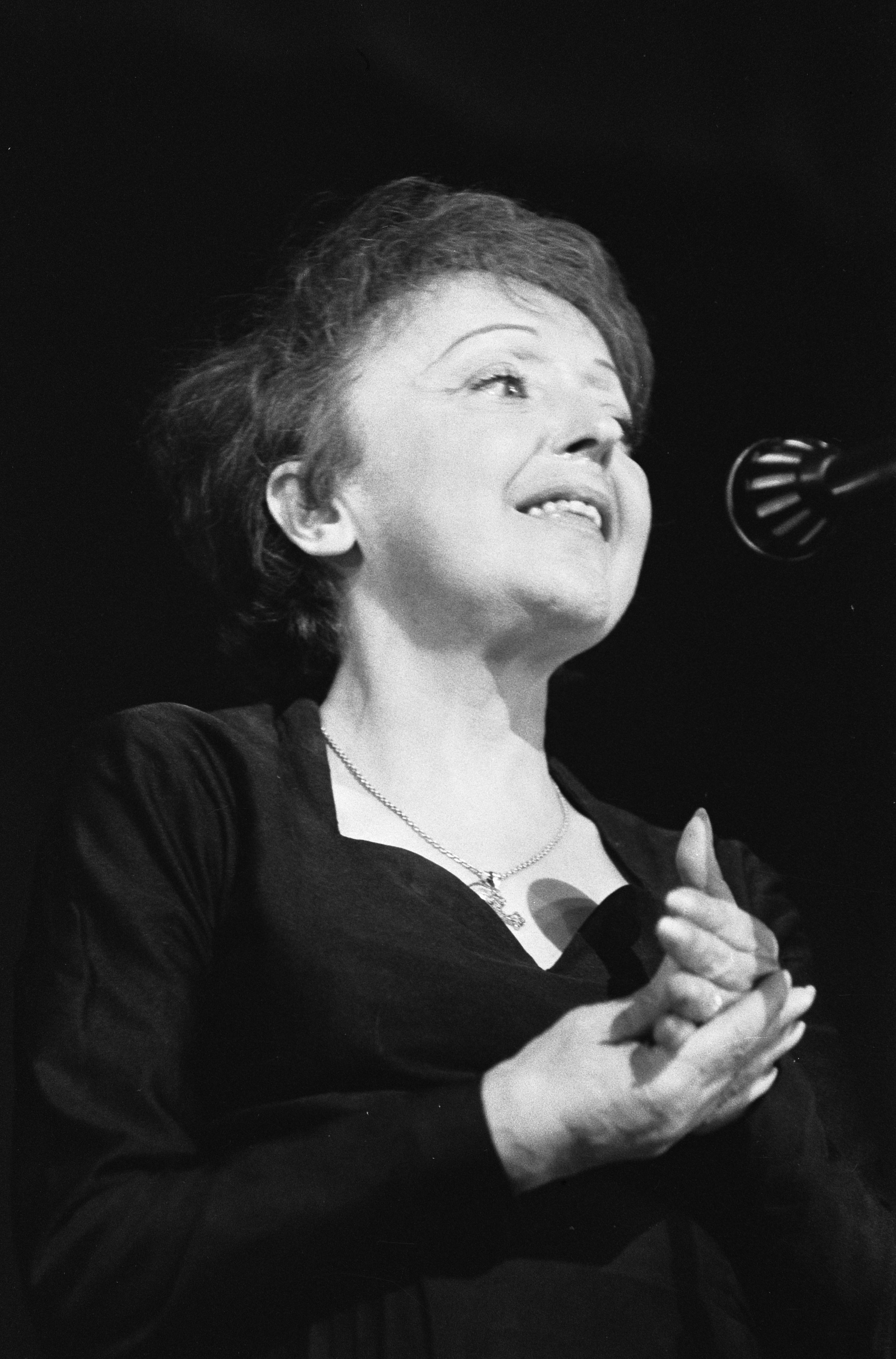
Édith Piaf

- Édith Bongo, first lady gabonese
- Édith Cresson, politica francese
- Édith Piaf, cantante francese

### Variante Edita
- Edita Gruberová, soprano slovacco
- Edita Pučinskaitė, ciclista su strada e giornalista lituana
- Edita Šujanová, cestista ceca
- Edita Vilkevičiūtė, modella lituana

### Variante Edyta
- Edyta Górniak, cantante polacca
- Edyta Koryzna, cestista polacca
- Edyta Małoszyc, pentatleta polacca

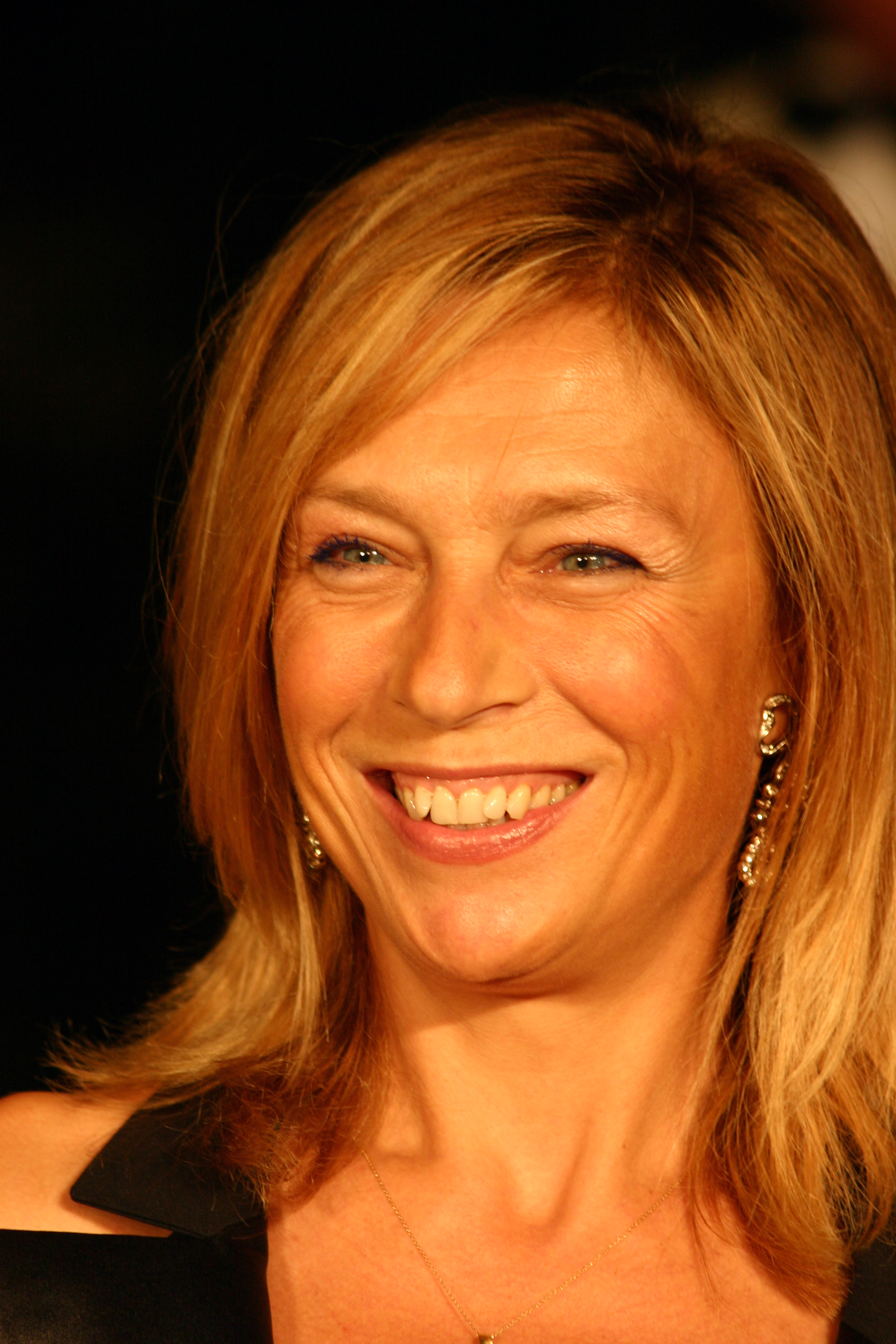
Edie Falco

- Edyta Kulczak, cantante mezzo-soprano polacca

### Variante Edie
- Edie Adams, attrice e cantante statunitense
- Edie Brickell, cantautrice statunitense
- Edie Ceccarelli, supercentenaria statunitense
- Edie Falco, attrice statunitense
- Edie McClurg, attrice statunitense
- Edie Sedgwick, modella e attrice statunitense

### Altre varianti
- Edit Kovács, schermitrice ungherese
- Edythe Wright, cantante statunitense

## Il nome nelle arti
- Edith è un personaggio del film del 2010 Cattivissimo me.
- Edie Britt è un personaggio della serie televisiva Desperate Housewives.
- Edith Crawley è un personaggio della serie televisiva Downton Abbey.
- Edith è il titolo di una canzone dell'album dei Nomadi Ci penserà poi il computer, del 1985.

## Toponimi
- 517 Edith è un asteroide della fascia principale.
- Il monte Edith Cavell è una montagna delle Montagne Rocciose Canadesi.